# 磁鎖
磁锁又称磁性锁，利用磁性同极相排、异极相吸的原理在锁体内加入磁性弹珠来开启锁，比普通锁更安全。
機車上常見的設計,但某些業者儘是在原本的鎖上另蓋上外蓋式磁鎖，只要稍施外力即可拆下，缺乏實際的保護作用。